# Хольтузен
Хольтузен (нем. Holthusen) — община в Германии, в земле Мекленбург-Передняя Померания.
Входит в состав района Людвигслуст. Подчиняется управлению Штралендорф.  Население составляет 852 человека (на 31 декабря 2010 года). Занимает площадь 20,58 км².
Коммуна подразделяется на 4 сельских округа.